# Centrale thermique de Lippendorf
La centrale thermique de Lippendorf est une centrale thermique en Saxe en Allemagne.
Trois centrales se sont succédé sur le site : la centrale Böhlen, opérationnelle de 1926 à 1990, épaulée en 1969 par la vieille centrale de Lippendorf. Celle-ci est arrêtée en 2000, lorsque la nouvelle centrale de Lippendorf est mise en route. La construction de cette dernière a commencé en 1995, et a coûté 2,3 milliards d'Euros, soit le plus gros investissement privé jamais réalisé en Saxe.
La deuxième centrale se distinguait notamment par sa cheminée de 300 m de haut, qui a été brièvement la plus haute du monde, dépassant significativement le record précédent, tenu par la fonderie de l'Asarco à El Paso, de 252,5 m.
La cheminée est dynamitée le 27 août 2005.
Elle fait partie en 2019 du top 10 des plus gros pollueur d'Europe avec 11,7 mégatonnes de CO2.